# 58573 Serpieri
58573 Serpieri este un asteroid din centura principală de asteroizi.

## Descriere
58573 Serpieri este un asteroid din centura principală de asteroizi. A fost descoperit pe 9 septembrie 1997 la Pianoro de Vittorio Goretti. El prezintă o orbită caracterizată de o semiaxă mare de 2,36 ua, o excentricitate de 0,26 și o înclinație de 1,0° în raport cu ecliptica.